# 斯金納斯維爾鎮區 (北卡羅萊納州華盛頓縣)
斯金納斯維爾鎮區（英語：Skinnersville Township）是位於美國北卡羅萊納州華盛頓縣的一個鎮區。

## 地方資料
斯金納斯維爾鎮區的面積為209.01平方千米，皆為陸地。根據2020年美國人口普查的數據，當地共有人口734人，而人口密度為每平方千米3.51人。